# 푸리 (베트남)
푸리시(베트남어: Thành Phố Phủ Lý / 城舖府里)는 베트남 하남성의 성도이다. 하노이에서 남쪽으로 약 60km 정도 떨어진 곳에 위치한다.

## 역사
발니가 프란시스 가르니에와 함께 1873년 10월 26일 하노이성 서문에서 사망하기 전인, 1830년 10월 26일에 아드리엥 폴 발니가 이끄는 프랑스의 포함 레스핑골레(l'Espingole)와 28명의 병력에 의해 함락되었다.
제2차 세계 대전의 여파로, 푸리는 1946년 베트민에 의해 상당수의 베트남 국민당의 지도자가 체포당했다. 도시는 1954년 6월 30일, 프랑스로부터 해방되기 직전에 퇴각하는 프랑스군들로부터 공격을 받았다.
푸리는 1966년 7월 14일에서 11월 5일 사이에 걸친 5일간의 미군에 의한 폭격으로 완전 파괴 직전의 상태가 되었다.
마이클 맥클리어는 이후에 그 지역을 ‘생명이 없는 황무지’라고 썼다.
“주민들은 폭탄 비가 내리릴 것이라는 경고를 받지 못했을 것이다. 전례가 없는 6마일 높이 비행하는 보이지도 않는 B-52의 비행 중대는 소련의 SAM 미사일로 둘러싸인 하노이와 달리 매일 목표물의 구역을 체계적으로 제거했다. 이곳 시골 지역은 적절한 방어물이 없었기 때문이다.”

## 행정구역
다음 11개의 방(坊)과 10개의 사(社)를 관할한다.

### 방
- 쩌우선 (Châu Sơn /珠山 )
- 하이바쯩 (Hai Bà Trưng / 𠄩婆徵 )
- 람하 (Lam Hạ /藍夏 )
- 레옹퐁 (Lê Hồng Phong /黎鴻豐 )
- 리엠찐 (Liêm Chính /廉政 )
- 르엉카인티엔 (Lương Khánh Thiện /梁慶善 )
- 민카이 (Minh Khai /明開 )
- 꽝쭝 (Quang Trung / 光中)
- 타인쩌우 (Thanh Châu /靑洲 )
- 타인뚜옌 (Thanh Tuyền /靑全 )
- 쩐헝다오 (Trần Hưng Đạo / 陳興道)

### 사
- 딘 (Đinh Xá /丁舍)
- 낌빈 (Kim Bình / 金平)
- 리엠쭝 (Liêm Chung /廉鐘)
- 리엠띠엣 (Liêm Tiết /廉節)
- 리엠뚜옌 (Liêm Tuyền /廉全)
- 푸번 (Phù Vân /富雲 )
- 띠엔하이 (Tiên Hải /先海)
- 띠엔히엡 (Tiên Hiệp /先協)
- 띠엔떤 (Tiên Tân / 先新)
- 찐 (Trịnh Xá /鄭舍)

## 갤러리

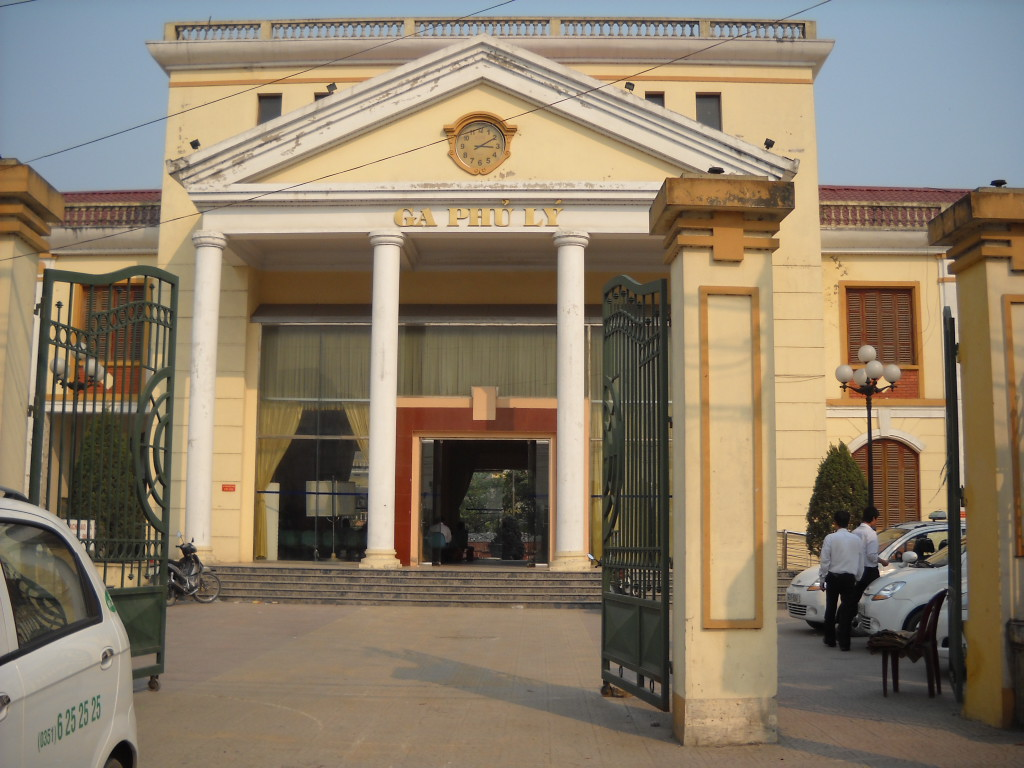
푸리역
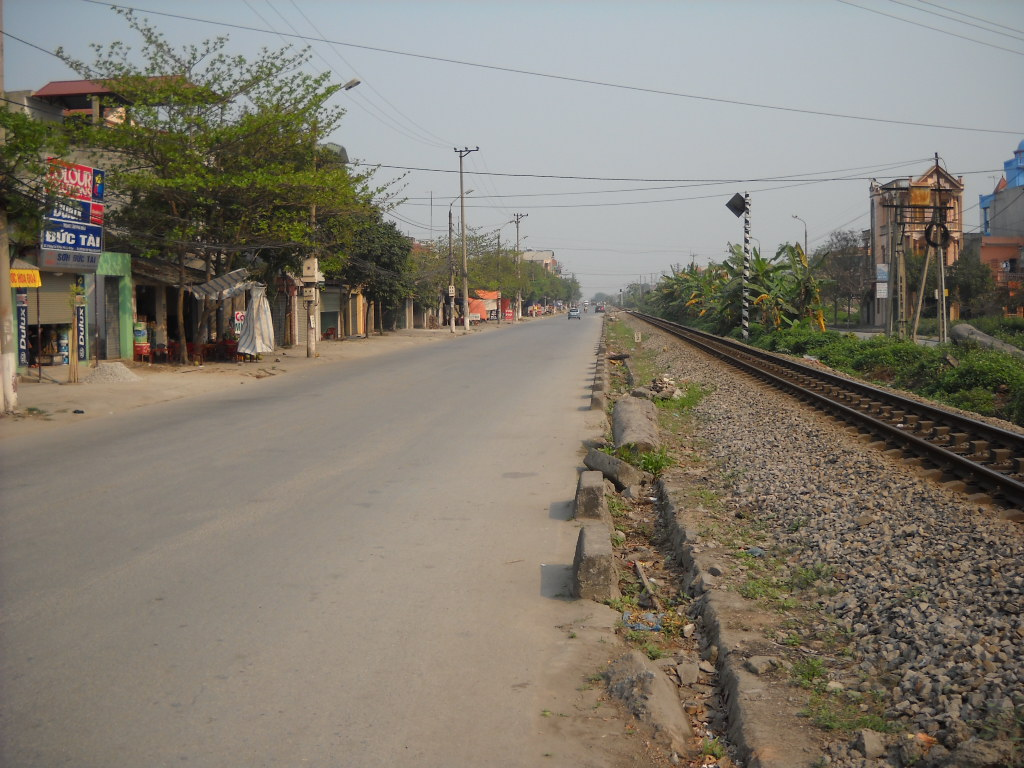
푸리에서 남딘으로 연결된 21B번 국도
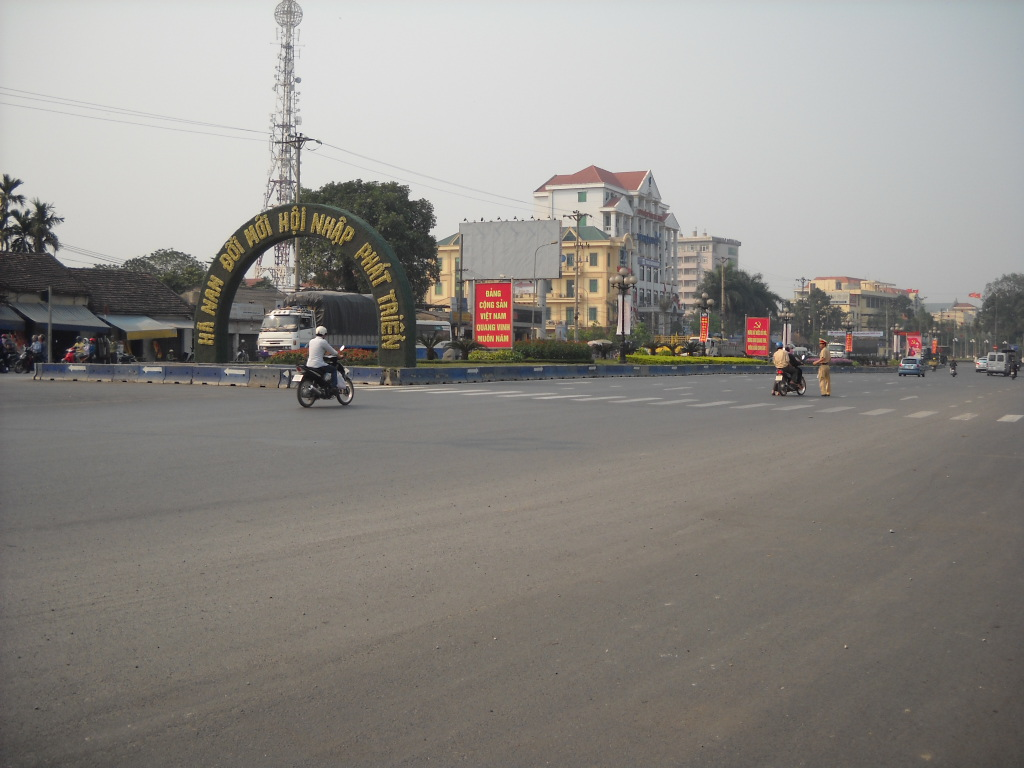
푸리시 중앙부

## 자매도시
- 베트남 비엔호아